# Francesca Colby
Francesca Scott Colby Hamilton (gespeeld door Katharine Ross) is een personage uit de televisieserie The Colbys. Francesca, ook wel Frankie genoemd, is de moeder van Dynasty's Jeff Colby (John James) en weduwe van Philip Colby en Peter Hamilton. Ook is zij een zuster van Sable Scott Colby (Stephanie Beacham), die dan weer getrouwd is met Philips broer Jason (Charlton Heston). Tussen beide (schoon)zusters botert het niet zo. Tussen Frankie en Jason des te meer.
Jeff neemt het zijn moeder zeer kwalijk dat zij hem op driejarige leeftijd heeft achtergelaten bij zijn oom Cecil. Zijn tante Constance (Barbara Stanwyck) neemt, nadat Jeff na een afwezigheid van jaren weer in Californië opduikt (dit in verband met een zoektocht naar zijn dood gewaande ex-vrouw), contact op met Frankie. Ook die keert vanuit Londen naar Californië terug, zeer tegen de zin van Jeff en Sable, maar tot grote vreugde van zwager Jason.